# 16596 Стівенштраусс
16596 Стівенштраусс (16596 Stevenstrauss) — астероїд головного поясу, відкритий 18 жовтня 1992 року.
Тіссеранів параметр щодо Юпітера — 3,517.